# 瓊·蒂蒂安
瓊·蒂蒂安（Joan Didion，1934年12月5日—2021年12月23日），是美國的小說家、傳記作家、散文家。最為人所知的小說作品《奇想之年》獲得2005年美國國家圖書獎，入圍普立茲獎及國家書評人獎。蒂蒂安曾在紐約擔任記者，自柏克萊畢業後，擔任過紐約《時尚》雜誌編輯。出版過五本小說，和七本非小說作品。

## 生平
蒂蒂安1934年12月5日出生於加州的沙加緬度，她回溯自己最早開始書寫的記憶是五歲，儘管她聲稱她在第一本作品出版前，從未視自己為一名作家。蒂蒂安閱讀觸手可及的所有書籍，甚至需要她母親的書面許可，才能在年少時從圖書館借出的"成人"書籍，特別是傳記。她被認為是一名害羞、充滿書卷氣的孩子，之後透過公開演講促使自己克服社交焦慮。
蒂蒂安曾就讀幼稚園和一年級，但由於她的父親在第二次世界大戰期間在美國陸軍航空兵團服役，加上她的家人經常性的搬家，她沒有定期上學。1943年或1944年初，她的家人搬回沙加緬度，而她的父親前往底特律進行第二次世界大戰防務契約的協商。蒂蒂安在2003年《我從何而來》的回憶錄提到，經常性的搬遷讓她覺得自己像是個永遠的局外人。
1956年，蒂蒂安自加州大學柏克萊分校畢業，獲得英語文學士學位。大四的時候，她在《時尚》雜誌贊助的"Prix de Paris"比賽中獲得第一名，並在該雜誌獲得了一份研究助理的工作，並寫下一篇舊金山建築師威廉·伍斯特的故事。

2021年12月23日，蒂蒂安於其位於紐約市曼克頓的家中因柏金遜症的併發症去世，享壽87歲。

## 代表作品列表

### 小說
- 《河流奔湧》（Run, River，1963年）
- 《順其自然》（Play It As It Lays（英语：Play It As It Lays (novel)），1970年）
- 《祈禱書》（A Book of Common Prayer，1977年）
- 《民主》（Democracy，1984年）
- 《他最不想要的東西》（The Last Thing He Wanted，1996年）

### 散文
- 《向伯利恆跋涉》（Slouching Towards Bethlehem，1968年）
- 《白色專輯》（The White Album（英语：The White Album (book)），1979年）
- 《薩爾瓦多》（Salvador（英语：Salvador (book)），1983年）
- 《邁阿密》（Miami（英语：Miami (book)），1987年）
- 《亨利之後》（After Henry，1992年）
- 《政治小說》（Political Fictions，2001年）
- 《我從何而來》（Where I Was From，2003年）
- 《定見：自9.11以來的美國》（Fixed Ideas: America Since 9.11，2003年）
- 《老派蒂蒂安》（Vintage Didion，2004年）
- 《奇想之年》（The Year of Magical Thinking，2005年）
- 《為了生存我們欺騙自己》（We Tell Ourselves Stories in Order to Live）
- 《藍色之夜》（Blue Nights，2011年）
- （South and West: From a Notebook，2017年）

### 電影劇本
- （The Panic in Needle Park，1971年）
- 《順其自然》（Play It as It Lays（英语：Play It as It Lays (film)），1972年）
- （A Star Is Born，1976年）
- 《真實告白》（True Confessions，1981年）
- （Up Close & Personal，1996年）
- 《偶然》（As it Happens，2012年）

### 舞台劇
- 《奇想之年》（The Year of Magical Thinking，2007年） (根據她的小說)

## 作品的中譯
- 繁體字本：
  - 李靜宜/譯，《奇想之年》，遠流出版，2007年。

- 簡體字本：
  - 李继宏/译，《充满奇想的一年》，吉林文史出版社，2007年。
  - 陶澤慧/譯，《奇想之年》，新星出版社，2017年。
  - 何雨珈/译，《蓝夜》，江苏凤凰文艺出版社，2019年。
  - 何雨珈/译，《向伯利恒跋涉》，中信出版集团，2021年。